# Franziskanerkloster Geseke

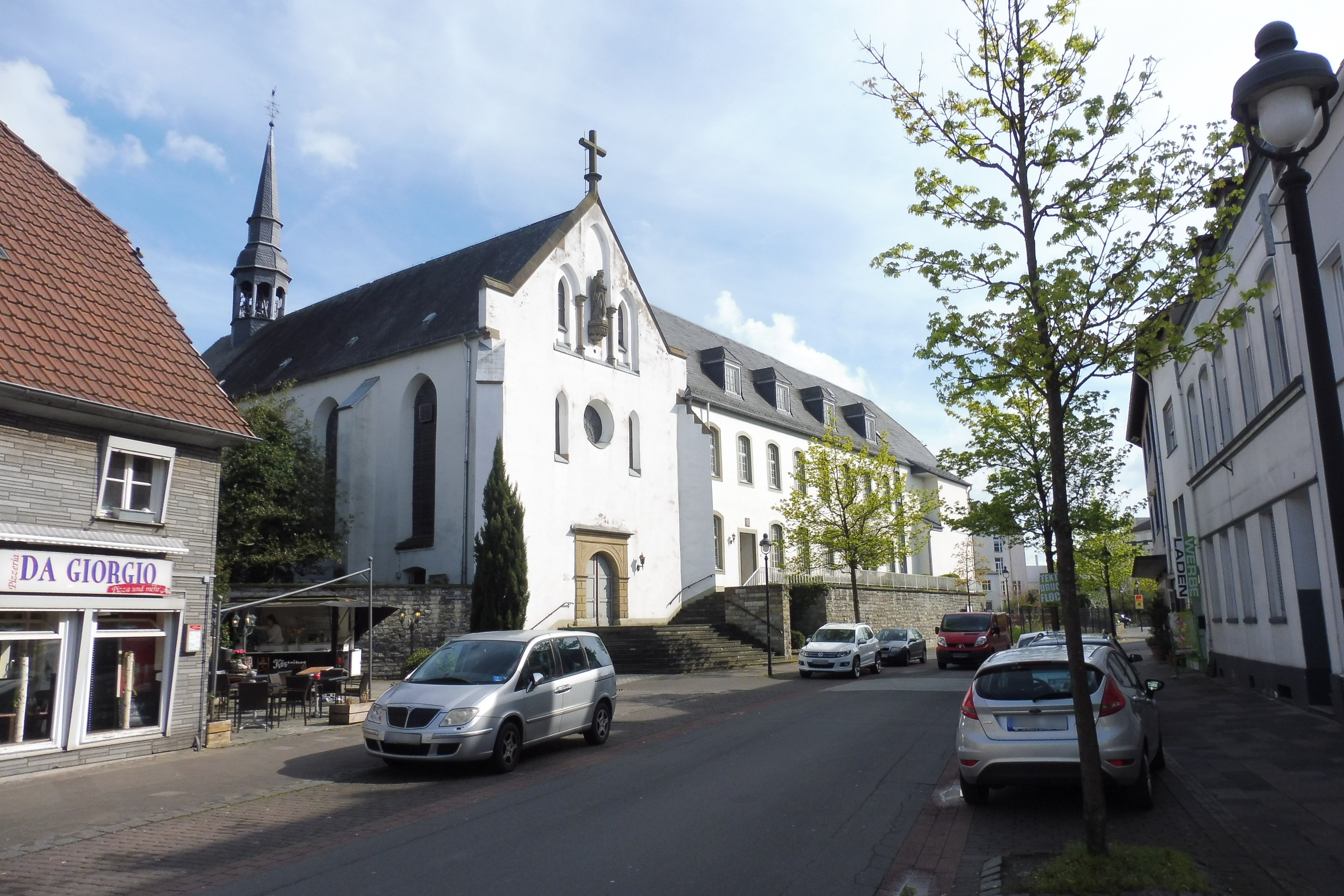
Franziskanerkloster

Beim Franziskaner-Kloster in Geseke handelte es sich um eine Neugründung des 17. Jahrhunderts von Franziskaner-Observanten aus der Sächsischen Ordensprovinz (Saxonia). Überwiegend waren sie in der Seelsorge tätig. Lange Zeit leiteten sie außerdem das Gymnasium Antonianum. 1834 wurde das Kloster aufgehoben. Die Klosterkirche wird heute als Kapelle der Westfälischen Klinik für geriatrische Psychiatrie Geseke genutzt.

## Geschichte und Entwicklung
Am 10. Dezember 1637 erteilte der Erzbischof von Köln Ferdinand von Bayern den Franziskanern der Sächsischen Ordensprovinz die Erlaubnis, in Geseke eine Niederlassung zu gründen. Der Stadtrat knüpfte an seine Zustimmung zur Klostergründung die Bedingung, dass die Patres ihre Almosensammlungen (das „Terminieren“) auf einen Termin, den so genannten Fruchttermin, beschränken sollten. Vor allem aber sollten sie ein neues Gymnasium errichten und leiten.
Zunächst erwarben die Franziskaner in der Stadt drei Häuser, in denen sie Kloster und Kapelle einrichteten. Am 14. Oktober 1651 wurde die Residenz zu einem selbständigen Konvent erhoben. Mit dem Bau einer Kirche begann man 1668. 1674 im Rohbau fertiggestellt, zog sich die Fertigstellung aufgrund finanzieller Engpässe noch über Jahrzehnte hin; die Gestaltung des Chors konnte nach einer Spende 1705 vorgenommen werden. 1712 wurde die Kirche durch den Abt des Klosters Liesborn, Gregor Waltmann, geweiht. Die Ausgestaltung der Inneneinrichtung zog sich dann noch einmal bis 1742 hin.
In den Quellen wird der Franziskaner-Konvent 1736 Conventus Gesecanus Patrum Franziscanorum strictioris observantiae („Geseker Konvent der Franziskanerpatres der strengeren Observanz“) genannt. Konventsoberer war der Guardian. Außerdem werden Präfekten, Lektoren des Ordensstudiums und Professoren des Gymnasiums erwähnt. Die Franziskaner stammten überwiegend aus Bürger- und Bauernfamilien aus Westfalen und aus den Niederlanden. Die Konventsstärke betrug bis zu 35 Personen (1735). 1771 gehörten 20 Patres, acht Laienbrüder und fünf Kleriker, die dort Philosophie studierten, zum Kloster.
Zu ihren wichtigsten Aufgaben zählten die Franziskaner die Seelsorge. So leisteten sie ständige Aushilfen in den beiden Pfarrkirchen von Geseke, in Elsen, Wewer, Haaren, Fürstenberg, Wünnenberg, Marsberg, Velmede, Meschede, Körbecke, Horn, Lippstadt, Esbeck, Hörste, Verne und Thüle. Daneben kümmerten sie sich um Armenfürsorge und Armenspeisung.
Gegenüber der Seelsorge trat der Schulunterricht lange Zeit in den Hintergrund. Das „Gymnasium Antonianum“ konnte erst 1687 eröffnet werden. Grund hierfür waren finanzielle Schwierigkeiten und Streitigkeiten mit dem Magistrat der Stadt Geseke. Hierbei ging es vor allem um die Bereitstellung der Lehrmittel und um die Bezahlung von jährlich je 25 Reichstalern für die fünf Lehrkräfte. Seit 1692 bestand das Gymnasium aus fünf Klassen. Wegen anhaltender finanzieller Auseinandersetzungen mit dem Magistrat schloss der Provinzial der Saxonia im Jahr 1704 die Schule. Erst durch Initiative einzelner Bürger kam es zu einem Vergleich zwischen Magistrat und Konvent, so dass das Gymnasium am 2. November 1717 wieder eröffnet werden konnte. Die finanzielle Lage blieb aber während seines ganzen Bestehens kritisch.
Im Konvent befand sich auch ein Studium der Ordensprovinz Saxonia, wo Lektoren den Ordensnachwuchs in Philosophie mit den Schwerpunkten Logik und Physik unterrichteten. Ab 1727 konnten die Schüler der oberen Klassen des Gymnasiums daran teilnehmen. Nach der Schließung des Ordenstudiums im Jahr 1775 richteten die Franziskaner auf Bitten der Bürgerschaft wieder einen solchen Philosophiekurs für die Gymnasiasten ein.
Die neuen hessen-darmstädtischen Landesherren, die 1802 das Herzogtum Westfalen annektiert hatten, hoben das Kloster im Rahmen der Säkularisation nicht auf, jedoch war es inventarisiert worden, und ihm wurde am 28. Dezember 1802 verboten, „Ausländer“, die nicht aus dem Hessen-Darmstädter Gebiet stammten, aufzunehmen. Ab 1803 musste jährlich eine Personalliste an die Regierung geschickt werden. 1805 verlangte die Regierung, dass der Guardian, ein Pater und drei Laienbrüder den Konvent verlassen sollten, da sie „Ausländer“ seien und in der Personalbestandsmeldung nicht aufgeführt gewesen waren; Proteste des Konvents blieben erfolglos. Zudem unterband die Regierung die Abhängigkeit des Konvents vom Provinzial der Saxonia in Münster, so dass die Angehörigen des Konvents ihre Oberen selbst wählten und sie durch die Provinzleitung lediglich bestätigen ließen. Am 2. August 1804 schloss die Regierung das Gymnasium. Das Schulgebäude wurde anschließend zu verschiedenen Zwecken vermietet, bis es 1851 abgerissen wurde. Auf Drängen der Bürgerschaft wurde allerdings anstelle des Gymnasiums eine höhere Bürgerschule gegründet; an dieser Schule unterrichtete der Franziskanar Auxentius Lahme weiter bis 1834, jedoch verzichtete er 1813 mit Einwilligung seiner Oberen auf das Tragen des Ordenshabits. Die wirtschaftliche Lage des Klosters verschlechterte sich immer mehr, bis es 1834 aufgehoben wurde; bereits 1811 hatte der preußische Staat der Sächsischen Franziskanerprovinz die Aufnahme neuer Mitglieder verboten. 1818 lebten im Konvent in Geseke noch neun Patres im Alter zwischen 47 und 78 Jahren, die noch in sechs Gemeinden regelmäßig Seelsorge-Aushilfe leisteten, außerdem sieben Laienbrüder und ein schwachsinniger Kleriker.
Bei der Aufhebung des Klosters zum 12. Januar 1835 durch preußische Kabinettsordre vom 4. Juli 1834 lebten noch ein Pater (der Guardian Ludger Pult) und zwei Brüder in Geseke. Der Guardian starb am 12. April 1838 in Geseke. Als die Bauarbeiuten am Kloster 1841 begannen, zogen beiden Laienbrüder in das Kloster nach Wiedenbrück, das nicht aufgehoben worden war.
1841 begann man mit dem Umbau des Klosters in eine Provinzial-Pflegeanstalt für hilflose Kranke, die von Vinzentinerinnen geführt wurde. Heute wird die ehemalige Kirche als Kapelle für die Westfälische Klinik für geriatrische Psychiatrie in Geseke genutzt. Das Archiv wurde sorgfältig geführt. Bei der Säkularisation wurde es zunächst versiegelt, dann aber wurden die Archivalien über verschiedene Archive verstreut. Die Bibliothek bestand aus 1200 Bänden; ihr Verbleib ist ungeklärt.

## Liste der Guardiane
Im Franziskanerorden wird der Obere eines Konvents Guardian genannt, der Obere einer Residenz Präses. Beide werden vom Provinzkapitel für drei Jahre gewählt, im Ausnahmefall vom Definitorium unabhängig von einem Provinzkapitel bestimmt. Die angegebenen Jahreszahlen bezeichnen den Beginn der Amtszeit des Oberen.
| - 1638 Alardus Besken (Präses) - 1648 Petrus van Hoven (Präses) - 1651 Leo Leonis (anfangs Präses, später Guardian) - 1656 Petrus van Hoven - 16?? Johannes Reck (Jahresangabe fehlt) - 1664 Henricus Frandrupff - 1666 Ambrosius Sweringh - 1671 Modestus van den Venne - 1678 Augustin Ostermann - 1681 Daniel Horstmanns - 1684 Andreas Driever - 1687 Ignatius Rabatyn - 1690 Arnold Simons - 1696 Bartholdus Schenking - 1699 Bonaventura Kemper - 1700 Nikolaus Borchorst - 1703 Clemens Loyer - 1706 Chrysostomus Budde - 1708 Modestus Arnoldi - 1711 Ambrosius Höster - 1712 Bruno Hüninck - 1714 Modestus Arnoldi - 1715 Conrad Brünninckhoff - 1717 Engelbert Kemper - 1718 Hermann Kestermann - 1721 Aurelius Bolte - 1723 Adrian Otters - 1726 Elektus Averdunck - 1729 Adrian Otters - 1730 Alexius Topp - 1733 Casimir Veltwisch | - 1736 Elzear Scheifer - 1739 Hilarius Wulff - 1742 Donatus Bönhove - 1745 Ferdinand Böddeker - 1748 Juvenalis Kinnermann - 1750 Apollinaris Preun - 1753 Aegidius Blumenberg - 1756 Ferdinand Böddeker - 1759 Hieronymus Rüschhoff - 1762 Amantius Embsmann - 1763 Marcellus Brickwedde - 1766 Aurelianus Liendt - 1768 Norbert Adelmann - 1771 Gervasius Evermann - 1774 Ewald Böcker - 1777 Firmatus Kemper - 1780 Olympius Bente - 1781 Sigismund Populoh - 1784 Bartholdus Wester - 1787 Vitalis Doth - 1789 Sabinus Schem - 1790 Thaddäus Leugers - 1792 Theodor Stael - 1795 Albert Holtmann - 1798 Konradin Kösters - 1801 Modestus Brüggemann - 1804 Stanislaus Buschoff - 1806 Kamillus Orban - 1811 Angelinus Wambach - 1828–1838 Ludgerus Pult |